# ヤマハ・PHAZER
PHAZER（フェザー）はヤマハ発動機が2007年に製造を開始したスノーモビルである。

## PHAZER

### 概要
- YZのエンジンをベースに設計されたスノーモビル用4ストロークエンジンであるDOHC並列2気筒エンジンを使用している。

### 主要諸元
- 全長:2820mm
- 全幅:1220mm
- 全高:1190mm
- スキースタンス:1080mm
- トラック・長さ×幅×高さ:121×14×1.0インチ
- 種類・気筒数・配列:4ストローク・水冷・2気筒・並列
- 総排気量:499cm3
- 始動方式:セルスターター
- 点火方式:デジタルT.C.I.
- 燃料タンク容量:26.7ℓ
- 潤滑方式:ドライサンプ
- ブレーキ形式:ベンチレーテッド油圧ディスク
- ヘッドランプ:12V60W/55W×2ハロゲン
- 乗車定員:1名
- リバース:—
- ボディカラー:ディープパープリッシュブルーソリッドE

## PHAZER Mountain Lite

### 概要
- YZのエンジンをベースに設計されたスノーモビル用4ストロークエンジンであるDOHC並列2気筒エンジンを使用している。

### 主要諸元
- 全長:3195mm
- 全幅:1165mm
- 全高:1340mm
- スキースタンス:980mm
- トラック・長さ×幅×高さ:121×14×2.0インチ
- 種類・気筒数・配列:4ストローク・水冷・2気筒・並列
- 総排気量:499cm3
- 始動方式:セルスターター
- 点火方式:デジタルT.C.I.
- 燃料タンク容量:30.6ℓ
- 潤滑方式:ドライサンプ
- ブレーキ形式:ベンチレーテッド油圧ディスク
- ヘッドランプ:12V60W/55W×2ハロゲン
- 乗車定員:1名
- リバース:標準（電動切替式）
- ボディカラー:ブルーイッシュホワイトソリッド1

## PHAZER M-TX

### 概要
- YZのエンジンをベースに設計されたスノーモビル用4ストロークエンジンであるDOHC並列2気筒エンジンを使用している。

### 主要諸元
- 全長:3190mm
- 全幅:1160mm
- 全高:1340mm
- スキースタンス:980mm
- トラック・長さ×幅×高さ:144×14×2.0インチ
- 種類・気筒数・配列:4ストローク・水冷・2気筒・並列
- 総排気量:499cm3
- 始動方式:セルスターター
- 点火方式:デジタルT.C.I.
- 燃料タンク容量:26.7ℓ
- 潤滑方式:ドライサンプ
- ブレーキ形式:ベンチレーテッド油圧ディスク
- ヘッドランプ:12V60W/55W×2ハロゲン
- 乗車定員:1名
- リバース: 標準（電動切替式）
- ボディカラー:ブルーイッシュホワイトソリッド1、ディープパープリッシュブルーソリッドE